# Y&Y
Y&Y（ワイワイ）は、かつてプロダクション人力舎で活動していた女性お笑いコンビ。2009年7月解散。
コンビ名は、二人の名前（由美・有香）のイニシャルを採ったものである。

## メンバー
- 但野 由美（ただの ゆみ、1971年4月4日 - ）

宮城県仙台市出身。身長162cm。
5歳の時からバレエをやっていたことから、体が柔らかく、これを芸に生かしていたことがある。
高校生時代には既に地元・仙台でタレントとして活動、1990年にはミス仙台に選ばれた。その後、阿部蒲鉾店（笹かまぼこ）、ヨークベニマル等のローカルCMに出演、『夕やけTV編集局』（仙台放送）のレポーターなど、仙台のテレビ・ラジオ局の番組にナレーションを含め多数出演、番組テーマ曲で歌を歌ったこともあった。さとう宗幸コンサートでのコーラス、東宝ミュージカル『王様と私』（1996年）出演等も務める。この『王様と私』公演終了後、仙台での活動を全て辞め、間もなくしてFOFに加入する。
アンジャッシュのコント「ピーポーくんの交通安全教室」で登場するピーポーくんの音声に但野の声が使われている。
コンビ解散後も事務所に残り、ピン芸人「但野由美」として活動した。現在は引退している。
- 上山 有香（かみやま ゆか、1971年10月28日 - ）

東京都出身。身長152cm。
声に特徴がある。
元々は歌手志望だった。
1996年の映画『スーパーの女』（ホステス役）、『ビットしようCAR』（千葉テレビ、1995年7月～同年9月レギュラー出演）などに出演。
アイドル水泳大会に水着で出演したり、歌のショーの司会の仕事もしていたことがあった。
前に所属していた事務所は、親会社の倒産により解散したという。
FOF時代は、フリル付きのドレスでトトロのぬいぐるみを抱きながら歌っていたということもあった。

## 来歴
1990年代中期頃に、雑誌での公募により結成された6人組パフォーマンスグループ「FOF」（エフ・オー・エフ）のメンバーとして活動（他のメンバーは浅利留美、有馬皐月、桜井裕子、柳原妙）、『UN FACTORY カボスケ』『タモリのボキャブラ天国』（以上フジテレビ）、『うるとら7:00』（日本テレビ）、『今夜もハレホレ』（TBSテレビ）、CM『JR SKI SKI』などに出演。
FOFを卒業後、1998年4月に但野・上山の2人でコンビ「ゆかとゆみ」を結成（しかしこれは仮のコンビ名であった為、程なくして現在の「Y&Y」に改名）。マネージャーに勧められた形だったとのことであるが、FOFの時から二人でやりたいという気持ちは強くあったという。
2005年には、同じプロダクション人力舎所属のお笑い芸人11組によるユニット「ビジトジ」の結成に参加した。
2009年7月15日放送の『あらびき団』にて、上山有香の引退による解散を発表。理由は「一身上の都合により」であった。

## 芸風
最初はコントをやっていたが、マネージャーの勧めで主に漫才のスタイルに転向したという。
これまでに、但野の体の柔らかさを生かした芸や、「デート」「失恋」などがテーマの漫才などをやっていたことがあったが、30歳を過ぎてからは「花の30代」がテーマのネタなどを演じている。但野が不満なことなどを話した後で、上山が「～の（な）由美ちゃんなのです」という台詞を入れるといった流れ。合間にリズムを入れることも多い。『あらびき団』では、「花の30代」と書かれたTシャツと鉢巻という格好で出演、東野幸治に「これが“あらびき”や」とも評された。
2003年～2004年頃は、顔の前で手で「Y」の字を作って「ワイワイでーす」とあいさつをしていたことがあった。

## 出演

### テレビ
- 爆笑オンエアバトル （NHK総合）戦績0勝2敗 最高297KB
- あらびき団 （TBSテレビ） - 2008年9月3日、同年10月1日、2009年7月15日

### ラジオ
- 寺ちゃんの飛び出せ!ハッピータウン （文化放送） - 上山のみ

### DVD
- バカバク!×ブートレグ VOL.1・3 （キングレコード、2003年12月26日、2004年4月21日）
- バカ爆走!ネクストジェネレーション Vol.1・3 （キングレコード、2004年）

### 書籍
- 人力舎パワー （2004年、エンターブレインムック）